# Хонагбей, Леонтий Афанасьевич
Леонтий Афанасьевич Хонагбей (также Ливон Панасович Балджи; 4 [16] октября 1853 или 22 сентября 1853, Сартана, Екатеринославская губерния или Урзуф, Екатеринославская губерния — август 1918, Сартана, Екатеринославская губерния) — румейский поэт, живший и работавший на востоке Украины. Писал произведения на румейском, украинском, русском и татарском языках.

## Биография
Леонтий Хонагбей родился 22 сентября 1853 года в поселке Сартана, Российская империя (теперь Урзуф Мариупольского района Донецкой области Украины). Его отец, Афанасий Хонагбей, был небогатым крестьянином. Родители Леонтия умерли, когда ему было семь лет, поэтому вместо школы он устроился работать. Учился грамоте самостоятельно.
С детства хорошо пел, знал греческие, украинские и русские песни. В репертуаре Хонагбея было, в частности, 22 песни из восточного цикла об Ашик-Гарибе. В 16 лет Хонагбей начал сочинять свои первые произведения, носившие шутливый и сатирический характер.
Юношей Хонагбей ушёл на заработки, оставив любимую девушку Марию Кушкош и мечтая вернуться в Сартану и жениться на ней. Однако вскоре, поняв, что заработки не принесут ему больших доходов, вернулся домой.
Приблизительно в 1882 году Хонагбей написал первую румейскую драму под условным названием «Греческая пьеса». Хонагбей самостоятельно подбирал к своим произведениям мелодии и потом исполнял их.
Умер Хонагбей в 1918 году.

## Творчество
Писал произведения на румейском, украинском, русском и татарском языках. Большинство произведений — автобиографического характера, они раскрывают хорошо знакомые автору темы из жизни села, тесно связанные с греческой народной жизнью. По своим образно-выразительным средствам роизведения близки к фольклору, имеют ярко выраженную социальную направленность.
Также писал сатирические стихи и эпиграммы, направленные против злоупотреблений властью, совершаемых чиновниками.

## Память
Г. Костоправ посвятил памяти Хонагбея поэму «Леонтий Хонагбей» (1934).
Ф. Церахто посвятил ему повесть «Леонтий Хонагбей» (1978).
О нём собраны материалы в Сартанском музее, где ему посвящен отдельный стенд.